# Nagybiccse
Nagybiccse (szlovákul Bytča) város Szlovákiában, a Zsolnai kerület Nagybiccsei járásának székhelye. Kisbiccse, Legelővölgy, Rabó, Vágagyagos tartozik hozzá, Vágmélyesd időközben önállósult.

## Fekvése
Zsolnától 16 km-re nyugatra, a Vág partján fekszik.

## Nevének eredete
Neve a szláv Bitek személynévből ered, ebből lett a Bitča, amely Bitekfalvát jelent.

## Története
A mai Nagybiccse területe a korai Árpád-korban a nyitrai püspökség birtoka volt. Birtokként 1234-ben említik először „terra Bycha” alakban, míg a települést először 1250-ben IV. Béla adománylevelében említik „Byucha” néven. 1271-ben és 1318-ban a nyitrai püspökség birtokaként említi oklevél. Az 1332 és 1337 között keletkezett pápai tizedjegyzék megemlíti, hogy István nevű papja 12 garassal adózott. 1378-ban Domonkos nyitrai püspök oklevelében szerepel először városként. 1392-ben említik először a Mindenszenteknek szentelt templomát. 1409-ben említik először Jakab nevű bíráját. Egykori vízivárát 1454 előtt Szentmiklósi Pongrác építtette, majd 1571-ben Thurzó Ferenc nyitrai püspök négy saroktornyos reneszánsz várkastéllyá építtette át. A 17. század elején utódai tovább építették és szépítették, palotája mellé Thurzó György egy külön nászpalotát is építtetett, ahol a lakodalmakat ülték. 1611-ben itt ítélte várfogságra Thurzó György a szadista őrültnek nyilvánított Báthori Erzsébetet. Később az Esterházyaké lett, akik elhanyagolták, de ebben az állapotában is figyelemre méltó.
A 18. század végén Vályi András így ír róla: „BICSA. Mező Város Trentsén Vármegyében, földes Ura Herczeg Eszterházy Uraság, lakosai katolikusok, Bitsa Várának szomszédságában fekvő, ’s annál régibb Város. Fényében mind addig mig a’ Thurzó nemzetség ki nem halt, épen megtartatott; mostanában pedig alább szállott. Két templomja ékesíti e’ Várost; egyiket az az a’ nagyobbat 1630., másikát vagy a’ kissebbet 1632 esztendőben építette Gróf Eszterházy Miklós, midőn tudniillik Thurzo Imre Özvegyét Nyári Kristinát eljegyezvén Bicsa Uradalmának birtokával meg ajándékoztatott II. FERDINÁND Magyar Országi Király által, fekszik Zolnától két, Trentséntöl pedig öt mértföldnyire. Határbéli földgye jó, és elég termékeny, fája, legelője elég, piatza középszerű, kézi munkával is könnyen pénzt kereshetnek, első Osztálybéli.”
Fényes Elek 1851-ben kiadott geográfiai szótárában így ír a városról: „Bicse, (Bittsa), tót mezőváros, Trencsén vgyében, a Vágh vize jobb partján: 2618 kath., 3 evang., 325 zsidó lak., 2 kath. templommal, és egy synagógával, sóházzal. Határja termékeny; legelője jó; erdeje, s több vizimalmai vannak. Lakosai többnyire mesteremberek, fazekasok, és fakereskedők. Hegyen épült vára régenten hiresebb volt. Itt volt hajdan fogságban Telekesi Mihály 1600 eszt, kinek sok latorságai, s felség-bántás vétsége miatt 1605-ben a pozsonyi piaczon feje vétetett. A várat hajdan Thurzók birták, de gr. Eszterházy Miklós, Thurzó Imre özvegyét Nyáry Krisztinát elvevén: ez a hozzá tartozó uradalommal együtt, melly Bicse városából és 21 faluból áll, a h. Eszterházy familiára szállott. Régi időben virágzott itt egy luth. gymnasium. Ut. p. Zsolna.”
A trianoni békéig Trencsén vármegye Nagybiccsei járásának székhelye volt.
1945-ben csatolták hozzá Kisbiccsét és Vágagyagost.

## Népessége
| Év:            | 1994.  | 2004.   | 2014.   | 2024.   |
| -------------- | ------ | ------- | ------- | ------- |
| Emberek száma: | 12 186 | 11 506  | 11 279  | 11 634  |
| Eltérés:       |        | -5,58 % | -1,97 % | +3,14 % |

| Év:            | 2023.  | 2024.   |
| -------------- | ------ | ------- |
| Emberek száma: | 11 535 | 11 634  |
| Eltérés:       |        | +0,85 % |

1880-ban 2831 lakosából 68 magyar és 2332 szlovák anyanyelvű volt.
1890-ben 2885 lakosából 152 magyar és 2333 szlovák anyanyelvű volt.
1900-ban 3080 lakosából 266 magyar és 2272 szlovák anyanyelvű volt.
1910-ben 3122 lakosából 2298 szlovák, 438 magyar és 347 német anyanyelvű volt. Ebből 2449 római katolikusm 617 izraelita, 38 evangélikus, 15 református és 3 görög katolikus vallású volt.
1921-ben 2782 lakosából 17 magyar és 2351 csehszlovák volt.
1930-ban 2855 lakosából 1 magyar, 42 német, 277 zsidó, 2464 csehszlovák, 7 egyéb nemzetiségű és 64 állampolgárság nélküli volt. Ebből 2403 római katolikus, 361 izraelita, 48 evangélikus, 6 református, 2 görög katolikus és 35 egyéb vallású volt.
1970-ben 6993 lakosából 6 magyar és 6880 szlovák volt.
1980-ban 11789 lakosából 3 magyar és 11681 szlovák volt.
1991-ben 12139 lakosából 6 magyar és 12022 szlovák volt. 
2001-ben 11550 lakosából 2 magyar és 11350 szlovák volt.
2011-ben 11 318 lakosából 10 820 szlovák, 54 cseh, 5 lengyel, 3-3 magyar és német, és 415 ismeretlen nemzetiségű volt.

## Nevezetességei

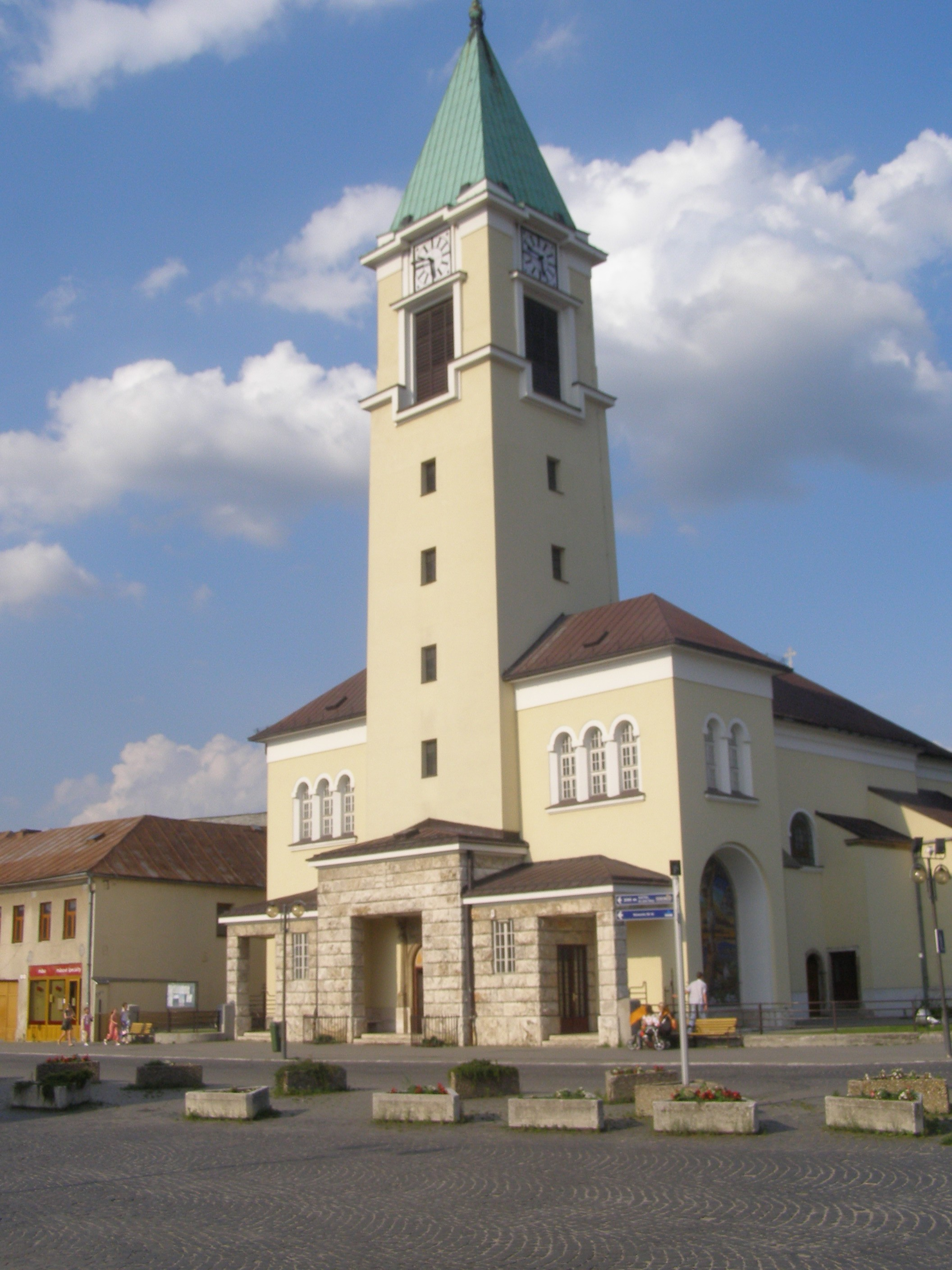
A Mindenszentek templom

- A Thurzók hatalmas, négy saroktornyos várkastélya 1571-ben épült.
- A Mindenszentek tiszteletére szentelt római katolikus temploma a 13. század második felében épült. 1590-ben Thurzó György reneszánsz stílusban építtette át. Főoltára a 17. század végén készült. 1904-ben tűzvész pusztította, de helyreállították.
- Szent Borbála tiszteletére szentelt római katolikus temploma a temetőben található. A 16. és 17. század fordulóján épült eredetileg torony nélkül. Déli hajójában található falfestményén látható dátum alapján 1629-ben festették ki.
- Zsinagógája 1801-ben épült neoromán stílusban.
- Mihály-napi vásár.

## Neves személyek
- Itt született 1626-ban Csepellényi György pálos szerzetes, vértanú.
- Itt született 1831-ben Neubauer Adolf(wd) hebraista, az Oxfordi Egyetem tanára, a Bodleian Könyvtár munkatársa.[5]
- Itt született 1887-ben Jozef Tiso fasiszta politikus, az 1938–1945 közötti első Szlovák Köztársaság elnöke.
- Itt született 1897-ben Štefan Tiso fasiszta politikus, az 1938–1945 közötti első Szlovák Köztársaság harmadik miniszterelnöke.
- Vágagyagoson született 1744-ben Mallyó József jászó-premontrei kanonok.
- Vágagyagoson hunyt el 1840-ben Csemiczky János András aljegyző, költő.

## Külső hivatkozások
- Nagybiccse várkastélyának ismertetője (szlovák nyelven)
- Nagybiccse város hivatalos honlapja (szlovák, angol, német és lengyel nyelven)
- Alapinformációk
- Nagybiccse Szlovákia térképén
- Tourist-channel.sk
- E-obce.sk Archiválva 2007. szeptember 22-i dátummal a Wayback Machine-ben

## Lásd még
- Kisbiccse
- Legelővölgy
- Rabó
- Vágagyagos